# 渡部豪太
渡部 豪太（わたべ ごうた、1986年3月8日 - ）は、日本の俳優。茨城県日立市出身。フリーで活動中。

## 来歴
小学校卒業間近に控えたある日、母親に「今日は、東京へ行きましょう」と言われる。ちょうどその日は進学する予定になっていた中学校を見学しに行く日であったが、本人は行く気がなかったので母親について行った。原宿で買い物をした後に青山にあるビルに連れて行かれ、芸能事務所のオーディションを受けさせられた。渡部が後日母親に聞いたところ、その頃は茨城県に引っ越したばかりで都心が恋しく、ときどき東京に通う口実で渡部を芸能事務所に入れたのだという。両親はすぐに仕事が入るはずが無いから、きっかけがないようだったら、いつでも辞めさせればいいと話していたが、思っていた以上に仕事が入り、中学生の頃から茨城県と東京を往復する生活をし、モデル活動をしていた。その後徐々に俳優へと仕事幅を広げる。
2006年『チェケラッチョ!! in TOKYO』、2007年『プロポーズ大作戦』で注目を浴びる。2009年、田中美保とのW主演作『夜は短し歩けよ乙女』で舞台初出演。
2016年6月1日、一般女性と結婚。
2021年10月に、所属していたスペースクラフト・エージェンシーとの専属契約を終了。以後、フリーで活動。

## 人物
身長は179cm、血液型はAB型。
独特の巻き毛は天然パーマである。子供のころはそれが嫌で丸刈りにしていたが、2006年ごろから髪を伸ばし始め、今ではこの髪型がトレードマークになっている。
特技はスケートボード、柔道、水泳、英語。高校卒業後、カナダに1年間留学しており、カナダで知り合った友人に「ゴータはカナダのどこで生まれたんだ?」と聞かれるほど、その環境に溶け込んでいた。スケートボードは2021年時点で始めてから約20年になる。

## 出演

### テレビドラマ
- さよなら、小津先生 第5話（2001年11月6日、フジテレビ）
- チェケラッチョ!! in TOKYO （2006年、フジテレビ、青春★ENERGY） - 大木悟 役
- 天使の梯子 （2006年、テレビ朝日） - 古幡慎一 役
- 悪魔が来りて笛を吹く （2007年、フジテレビ） - 玉虫一彦 役
- 結婚披露宴〜人生最悪の3時間〜 （2007年、フジテレビ、青春★ENERGY）
- プロポーズ大作戦 （2007年4月 - 6月、フジテレビ） - 根津重人 役
- 木曜時代劇 柳生十兵衛七番勝負 最後の闘い  第1話・第2話（2007年4月5日・12日、NHK） - 徳川家光 役
- ホタルノヒカリ （2007年7月 - 9月、日本テレビ） - 沢木瞬 役
- P&Gパンテーンドラマスペシャル かるた小町（2008年2月11日、フジテレビ） - 菅原友則 役
- 正しい王子のつくり方 第9話 - 第10話（2008年3月4日 - 11日、テレビ東京） - 鶴賀徹平 役
- プロポーズ大作戦SP （2008年3月25日、フジテレビ） - 根津重人 役
- ジュテーム〜わたしはけもの （2008年、BSフジ） - 笹岡雅人 役
- ヤスコとケンジ （2008年7月 - 9月、日本テレビ） - アジダス 役
- リセット （2009年2月27日、読売テレビ） - 大野雄也 役
- 猿ロック （2009年7月 - 10月、読売テレビ） - 山本健児役
- 恋のから騒ぎ〜LOVE STORIES VI〜「教祖と呼ばれた女」（2009年9月25日、日本テレビ）
- 大魔神カノン（2010年、テレビ東京） - 若松 役
- 嬢王3〜Special Edition〜（2010年10月 - 12月、テレビ東京） - 小宮山櫂人 役
- 四十九日のレシピ （2011年2月 - 3月、NHK） - ハルミ 役
- 四つ葉神社ウラ稼業 失恋保険〜告らせ屋〜 （2011年5月5日、読売テレビ） - 藤澤和也 役
- ブルドクター 第3話（2011年7月20日、日本テレビ） - 飯田正樹 役
- 華和家の四姉妹 第6話、第8話 - 最終話（2011年8月14日、8月28日 - 9月18日、TBS） - 宮下徹 役
- 月曜ゴールデン 浅見光彦シリーズ・30回記念作品「化生の海」（2011年9月19日、TBS） - 山科三郎 役
- QP （2011年10月 - 12月、日本テレビ） - ジェリー 役
- よる★ドラ 本日は大安なり （2012年1月 - 3月、NHK） - 東誠 役
- デカ 黒川鈴木 第4話（2012年1月26日、読売テレビ） - 和田明夫 役
- 特別ドキュメンタリードラマ「3.11 その日、石巻で何が起きたのか〜6枚の壁新聞」（2012年3月6日、日本テレビ） - 横井康彦 役
- 恋なんて贅沢が私に落ちてくるのだろうか?（2012年3月 - 4月、フジテレビTWO） - 姥貝智春 役
- ATARU 第8話（2012年6月3日、TBS） - 川久保良太 役
- 大河ドラマ （NHK）
  - 平清盛 第24話 - 第30話（2012年6月17日 - 7月29日） - 平基盛 役[8]
  - 西郷どん 第1話 - 第38話（2018年1月7日 - 10月14日）- 西郷吉二郎 役[9][10]
  - どうする家康 第10話 (2023年3月12日) - 飯尾連龍 役[11]
- MONSTERS 第2話（2012年10月28日、TBS） - 田川一成 役
- 二丁目のホームズ（2013年3月 - 4月、フジテレビTWO） - 主演・家多シュン 役
- ガリレオ 第2シーズン 第七章「偽装う」（2013年5月27日、フジテレビ） - 合田 武彦 役
- 特捜最前線2013〜7頭の警察犬〜（2013年9月29日、テレビ朝日） - 栗風流 役
- クロコーチ 第2話（2013年10月18日、TBS） - 堀 役
- チーム・バチスタ4 螺鈿迷宮（2014年1月 - 3月、関西テレビ） - 戸山久司 役
- 東野圭吾「変身」（2014年7月 - 8月、WOWOW） - 京極瞬介 役
- 金田一少年の事件簿N(neo) 第2話（2014年7月26日、日本テレビ） - 霜村生馬 役
- そこをなんとか2（2014年8月 - 9月、NHK BSプレミアム） - 赤星光貴 役
- 水曜ミステリー9 トカゲの女 警視庁特殊犯罪バイク班（2014年11月26日 - 、テレビ東京） - 矢島健太 役
- ヤメゴク〜ヤクザやめて頂きます〜 最終話（2015年6月18日、TBS） - 橘麦蒔 役
- プレミアムよるドラマ オンナミチ（2015年8月 - 9月22日、NHK BSプレミアム） - 鳩田信吾 役
- 土曜ワイド劇場特別企画 スペシャリスト4（2015年12月12日、テレビ朝日） - 岡崎森広 役
- 新春ワイド時代劇 信長燃ゆ（2016年1月2日、テレビ東京） - 勧修寺晴豊 役
- 怪盗 山猫 第4話（2016年2月6日、日本テレビ） - 福原秀徳 役
- 月曜名作劇場（TBS）
  - 警視庁機動捜査隊216VI 絶てない鎖（2016年9月12日） - 萩原亮平 役
  - はぐれ署長の殺人急行 九十九里浜迷宮ダイヤ（2016年12月5日） - 佐竹圭造 役
- サヨナラ、えなりくん 第2話（2017年5月8日、テレビ朝日） - 坊園林太郎 役
- マッサージ探偵ジョー 第9話（2017年6月11日、テレビ東京） - 星野飛雄馬 役
- 山本周五郎時代劇 武士の魂 第10話（2017年8月15日、BSジャパン） - 主演・笈川哲太郎 役
- 地域発ドラマ あったまるユートピア（2018年1月24日、NHK BSプレミアム） - 勝岡遊人 役[12]
- 孤独のグルメ Season7 第3話（2018年4月21日、テレビ東京） - 日本人店員 役
- ハゲタカ 第2話（2018年7月26日、テレビ朝日） - 中森伸彰 役
- 主婦カツ! 第5話・第6話（2018年11月4日・11日、NHK BSプレミアム） - 桐野浩平 役
- トクサツガガガ 第6話・最終話（2019年2月22日・3月1日、NHK） ‐ 仲村望 役
- ベビーシッター・ギン! 第1話（2019年6月30日、NHK BSプレミアム） - 上大岡誠 役
- 江戸前の旬 season2（2019年10月20日 - 2020年1月5日、BSテレ東） - 柳葉鮭児 役[13]
- サイレント・ヴォイス 行動心理捜査官・楯岡絵麻 Season2 第5話（2020年5月9日、BSテレ東） - 丹羽三善 役
- 十三人の刺客（2020年11月28日、NHK BSプレミアム） - 木賀小弥太 役
- うつ病九段（2020年12月20日、NHK BSプレミアム） - 中村太地 役
- 相棒 season20 第14話「ディアボロス」（2022年2月2日、テレビ朝日） - 氷室聖矢 役
- 家政夫のミタゾノ 第7シーズン 第2話（2025年1月21日、テレビ朝日） - 小村慎太郎 役[14][15]
- 浮浪雲（2026年〈予定〉 - 、NHK BS・NHK BSプレミアム4K）[16]

### 紀行番組
- ふるカフェ系 ハルさんの休日（2016年12月 - 2017年1月、2017年4月5日 - 、NHK Eテレ） - 主演・真田ハル 役（案内役）

### ラジオドラマ
- FMシアター（NHK-FM）
  - 空に近いアクアリウム（2010年2月20日） - 達也 役[17]
  - さよなら、コロポックル（2011年12月10日） - タカハシ 役[18]
  - 弾け！はじけろ！そろばん甲子園（2015年7月11日） - 荒巻先生 役[19]
  - ヘルプマン -俺たちの介護物語-（2022年9月3日 - 10月8日、全5回） - 神崎仁 役[20]
- SOUNDS OF STORY〜ASADA JIRO LIBRARY〜　「瑠璃色の部屋」（2013年11月9日、J-WAVE）[21]
- 青春アドベンチャー（NHK-FM）
  - 七帝柔道記（2016年5月30日 - 6月10日、全10回） - 矢澤義郎 役[22]
  - 当面の間、変身します（2021年3月29日 - 4月2日）[23]
  - 柳生非情剣（2022年1月10日 - 14日） - 徳川家光 役[24]
- 特集オーディオドラマ（NHK-FM）
  - 歌が生まれる（2020年1月4日） - 船医 役[25]
  - きみに微笑む、クリスマス（2021年12月25日） - 神谷 役[26]

### ラジオ番組
- FREE SLIDE（2022年1月 - 、J-WAVE） - ナビゲーター[27]

### 映画
- 仮面学園（2000年）
- 独立少年合唱団（2000年）
- 黄泉がえり（2003年）
- 1303号室（2007年）
- GSワンダーランド（2008年） - ポール岡田 役
- 鴨川ホルモー（2009年） - 松永秀夫 役
- 猿ロック THE MOVIE（2010年） - 山本健児 役
- NECK（2010年） - 小池 役
- 桜田門外ノ変（2010年） - 佐藤鉄三郎 役
- ハードロマンチッカー（2011年） - 安田 役
- 極道の妻たち Neo（2013年）
- ストロボ（2014年）[28]
- BRAKEMODE（2014年）[29]
- 海難1890（2015年） - 直一 役
- コスメティックウォーズ（2017年） - 坂本剛 役
- 奈落の翅（2021年）[30]

### 舞台
- 夜は短し歩けよ乙女（2009年）
- 苦情の手紙（2009年）
- SILK STOCKINGS 〜絹の靴下〜（2010年）
- 余命1ヶ月の花嫁（2010年）
- ROCK MUSICAL ピンクスパイダー（2011年）
- KREVAの新しい音楽劇「最高は一つじゃない」（2011年）
- ユーミン×帝劇 vol.2 「あなたがいたから私がいた」（2014年10月）
- つながる音楽劇「麦ふみクーツェ〜everything is symphony〜」（2015年4月）
- GS近松商店（2015年9月 - 10月） - 光 役[31]
- 令嬢と召使（2016年）[32]
- 日の本一の大悪党（2016年6月 - 7月）
- 直人と倉持の会vol.2「磁場」（2017年）
- 劇団鹿殺し「さよなら鹿ハウス」（2018年） - 角田角一郎 役
- ゴドーを待ちながら 【令和ver.】（2019年6月12日 - 23日、KAAT神奈川芸術劇場 大スタジオ） - 主演・エストラゴン 役（茂山千之丞とダブル主演）
- 日生劇場ファミリーフェスティヴァル2019 音楽劇「あらしのよるに」（2019年8月3日 - 5日、日生劇場） - 主演・ガブ 役（福本莉子とダブル主演）
- アルトゥロ・ウイの興隆（2020年1月11日 - 2月2日、KAAT神奈川芸術劇場） - ジヴォラ 役[33]
- ボーイズ・イン・ザ・バンド ～真夜中のパーティー～（2020年7月18日 - 25日、シアターコクーン / 8月8日・9日、東京エレクトロンホール宮城 / 8月15日・16日、カナモトホール（札幌市民ホール） / 8月21日 - 23日、梅田芸術劇場 シアター・ドラマシティ / 8月27日 - 30日、なかのZERO大ホール） - バーナード 役[34]
- 彩の国さいたま芸術劇場開館30周年記念 彩の国シェイクスピア・シリーズ2nd Vol.1「ハムレット」（2024年5月7日 - 6月、彩の国さいたま芸術劇場 大ホール 他） - レアティーズ 役[35]
- セツアンの善人（英語版）（2024年10月16日 - 11月4日、世田谷パブリックシアター / 11月9日・10日、兵庫県立芸術文化センター 阪急中ホール） - ワン 役[36][37]
- LAZARUS-ラザルス-（2025年5月31日 - 6月14日、KAAT神奈川芸術劇場 ホール / 6月28日・29日、フェスティバルホール） - ザック 役[38][39]
- CCCreation Presents「近松心中物語」（2025年10月18日 - 26日〈予定〉、KAAT神奈川芸術劇場 大スタジオ）[40]
- 音楽劇「三文オペラ 歌舞伎町の絞首台」（2025年12月17日 - 21日〈予定〉、新宿FACE） - ブラウン 役[41]

### 広告
| 商品・ブランド                        | 年             | 広告主                   |
| ------------------------------------- | -------------- | ------------------------ |
| 家庭教師のトライ                      | 2000年         | トライグループ           |
| 南アルプス天然水                      | 2002年         | サントリー               |
| 角瓶                                  | 2010年         | サントリー               |
| 三ツ矢サイダー                        | 2003年         | アサヒ飲料               |
| マイクロフリース                      | 2003年         | ファーストリテイリング   |
| ゼノサーガ エピソードII［善悪の彼岸］ | 2004年         | バンダイナムコゲームス   |
| テイルズ オブ イノセンス              | 2007年         | バンダイナムコゲームス   |
| 進研ゼミ高校講座                      | 2006年         | ベネッセコーポレーション |
| ゼクシィ                              | 2008年、2009年 | リクルート               |
| リプトン ザ・ロイヤル ミルクティー    | 2009年         | ユニリーバ               |
| メンズビオレ                          | 2009年         | 花王                     |
| ニンテンドーDS トモダチコレクション   | 2010年         | 任天堂                   |
| トゥインクルレース                    | 2011年         | 大井競馬場               |
| アイスブレイカーズ                    | 2011年         | ロッテ                   |
| 2+1                                   | 2011年         | ウエラ                   |
| TSUBAKI                               | 2012年         | 資生堂                   |
| クラッシュ・オブ・クラン              | 2014年         | Supercell                |

### 雑誌
- Ray

### ミュージックビデオ
- LITTLE（KICK THE CAN CREW）「不純異性交遊」（2001年）
- Spontania feat. JUJU「君のすべてに」（2008年）
- 高橋優「蓋」（2012年）